# San Vicente (Muñoz)
Pour les articles homonymes, voir San Vicente.
San Vicente est l'une des cinq paroisses civiles de la municipalité de Muñoz dans l'État d'Apure au Venezuela. Sa capitale est San Vicente.

## Géographie

### Démographie
Hormis sa capitale San Vicente, la paroisse civile possède plusieurs localités dont :
- El Portachuelo
- La Floreña
- San Vicente